# Deng Yaping
Deng Yaping (xinès simplificat: 邓亚萍; xinès tradicional: 鄧亞萍; pinyin: Dèng Yàpíng; Zhengzhou, República Popular de la Xina, 6 de febrer de 1973) és una jugadora de tennis de taula xinesa, ja retirada, guanyadora de quatre medalles olímpiques.

## Biografia
Va néixer el 5 de febrer de 1973 a la ciutat de Zhengzhou, població situada a la província xinesa de Henan.

## Carrera esportiva
Va participar, als 19 anys, en els Jocs Olímpics d'Estiu de 1992 celebrats a Barcelona (Espanya), on aconseguí guanyar la medalla d'or en les proves individual femenina i la prova de dobles femenins al costat de Qiao Hong. En els Jocs Olímpics d'Estiu de 1996 realitzats a Atlanta (Estats Units) tornà a revalidar els dos títols olímpics d'individual i dobles, aquest també al costat de Hong.
Al llarg de la seva carrera ha guanyat sis títols del Campionat del Món de tennis de taula.